# جميل بك
جميل بك الطنبوري (بالتركية: Tamburi Cemil Bey)‏ هو موسيقي وملحن تركي، ولد في 1873 في إسطنبول في تركيا، وتوفي بنفس المكان في 28 يوليو 1916.

## وصلات خارجية
- سيميل باي على موقع ميوزك برينز (الإنجليزية)
- سيميل باي على موقع ديسكوغز (الإنجليزية)